# Giao thông Île-de-France

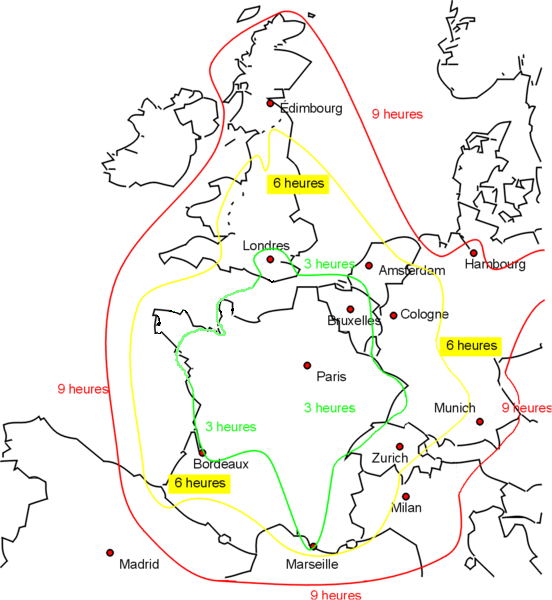
Thời gian di chuyển bằng xe lửa từ Paris (2007).

Tất cả các phương thức vận tải đều được hiện diện trong Île-de-France, ngoại trừ vận tải hàng hải (tuy nhiên vẫn tồn tại một số cảng sông ở vùng ngoại ô gần Paris). Mặc dù vị trí có một chút nằm trong khu vực Chuối Xanh châu Âu, vùng Île-de-France và đặc biệt là vùng đô thị Paris có tài sản góp phần làm cho nó trở thành một trung tâm quan trọng của giao thông châu Âu: ảnh hưởng kinh tế của khu vực, vị trí trên các trục giao thông quan trọng giữa phía Bắc và phía Nam của liên minh, chất lượng mạng lưới hiện có (đặc biệt là hệ thống TGV hiện đang kết nối Île-de-France với năm quốc gia châu Âu), ảnh hưởng của Paris như là một trung tâm du lịch, thành phố đầu tiên trên thế giới cho các đại hội...

## Cơ sở hạ tầng

Kế hoạch sơ đồ của đại lộ vành đai Paris (màu đỏ) và các đường cao tốc khác của "petite couronne": Hauts-de-Seine (92), Seine-Saint-Denis (93) và Val-de-Marne (94).

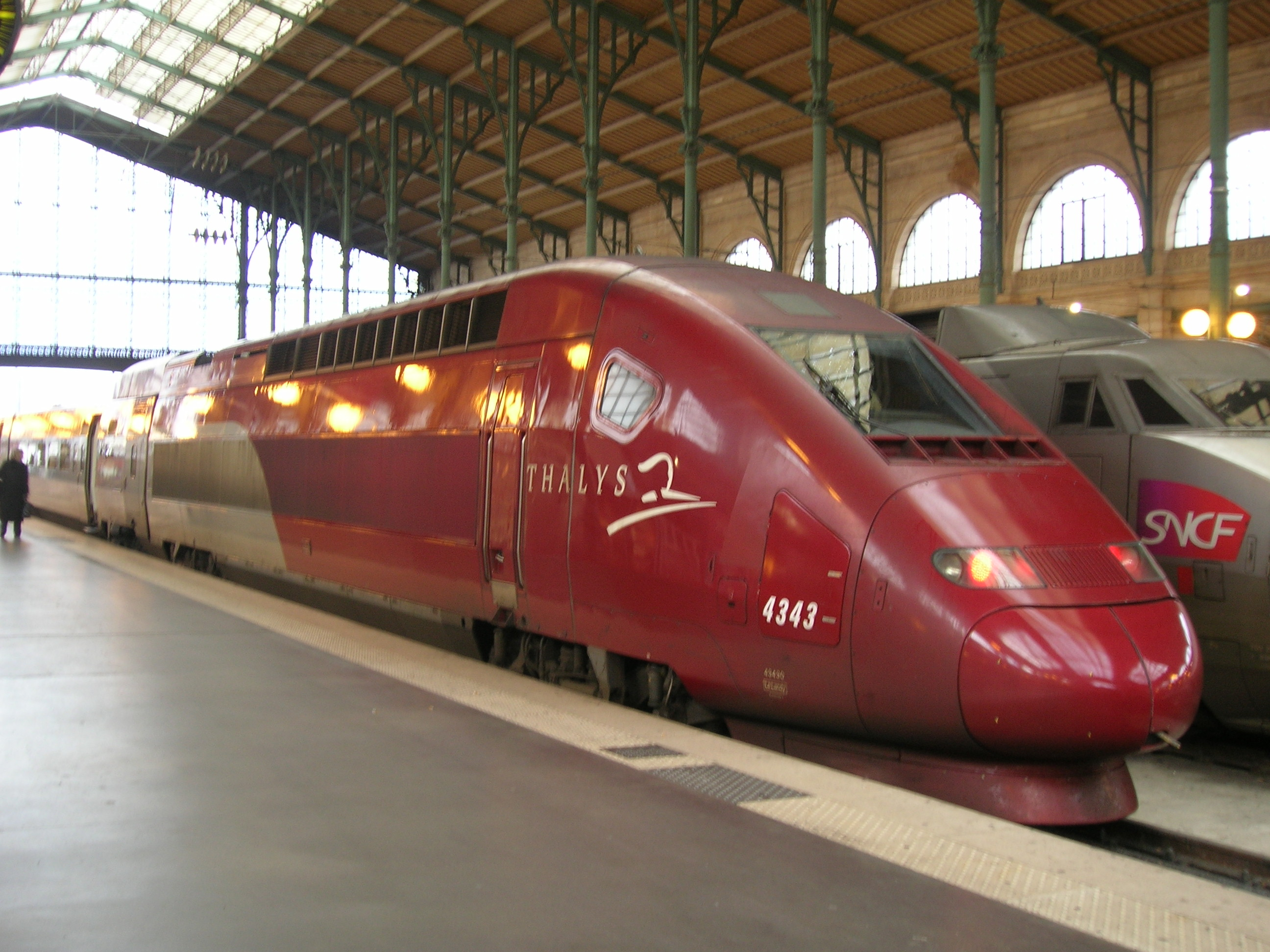
Tàu cao tốc Thalys tại ga Paris-Nord.

### Mạng lưới đường bộ
Mạng lưới đường bộ bao gồm khoảng 800 km đường cao tốc trong vùng Île-de-France. Người ta phân biệt khoảng mười đường hướng tâm: các trục đường chính như A6 (cao tốc Mặt Trời) (đến Dijon, Lyon, Marseille), A1 (cao tốc phía Bắc) (đến Lille), A13 (cao tốc Normandie) (đến Rouen, Caen, Le Havre), A4 (cao tốc phía Đông) (đến Reims, Metz, Strasbourg), và A10 (cao tốc Aquitaine) (đến Nantes, Bordeaux, Rennes); cũng như các hệ thống đường cao tốc đồng tâm: đại lộ vành đai bao quanh Paris lịch sử, xa hơn là A86 đi qua các vùng ngoại ô gần và Francilienne nằm cách Paris khoảng hơn mười cây số bên ngoài.

### Mạng lưới đường sắt
Paris có sáu nhà ga đường sắt chính đảm bảo đồng thời giao thông đường sắt cao tốc và ngoại thành. Mỗi nhà ga phục vụ đồng thời một phần ngoại ô và là điểm bắt đầu của các tuyến đường sắt cao tốc đến các khu vực khác của Pháp và nước ngoài. Mạng lưới đường sắt của vùng đô thị Paris có khoảng 500 ga và 1500 km tuyến đường sắt gần như hoàn toàn được truyền điện 25 kv xoay chiều hoặc 1500 V một chiều (liên tục).

### Mạng lưới đường thủy
Vùng Île-de-France có một mạng lưới 700 km đường thủy có thể lưu thông được.

## Di chuyển trong vùng Ile-de-France
Một ngày làm việc, người ta đếm được khoảng 23 triệu lượt di chuyển cơ giới trong Île-de-France (khoảng 2/3 tổng số lượt di chuyển). Hơn một nửa trong số đó được thực hiện bởi các phương tiện tư nhân (tổng số hơn bốn triệu chiếc xe) hoặc các phương tiện tiện ích. Số còn lại sử dụng các phương tiện công cộng.

### Giao thông đường bộ
Giao thông đường bộ tăng mạnh trong thập niên 1980, nhưng sự tăng trưởng này không đều và có xu hướng chậm lại từ năm 1992, đặc biệt trong khu vực đô thị. Sự di chuyển bằng đường bộ vẫn chiếm ưu thế, nhưng các luồng có xu hướng thay đổi theo thời gian. Nếu các trục hướng tâm và đại lộ vành đai cho thấy giao thông trì trệ hoặc thậm chí giảm, thì các trục đường vành đai cho thấy lượng lưu thông tăng, gây ra hiện tượng bão hòa mãn tính, ví dụ về đoạn chung của đường cao tốc A4 và A86 trong vùng Val-de-Marne. Sự tăng trưởng này có liên quan đến sự phát triển của các cơ hội việc làm, kinh doanh và dịch vụ ở vùng ngoại ô, trong khi việc làm đang giảm ở nội ô Paris, các phương tiện giao thông công cộng vẫn ít cạnh tranh cho các chuyến đi trên đường vành đai.
Tỉ lệ trang bị ô tô hộ gia đình ở Paris là 36,8% năm 2014, so với trung bình khu vực là 66,7%. Việc sử dụng ô tô tăng khi di chuyển xa Paris. Do đó, hơn 50% dân cư vùng "grande couronne" (Seine-et-Marne (77), Yvelines (78), Essonne (91), Val-d'Oise (95)) di chuyển chủ yếu bằng ô tô, so với 9% ở Paris. Lộ trình bằng ô tô được thực hiện chủ yếu từ ngoại ô đến ngoại ô, chiếm 70% số lượt di chuyển, trong khi chỉ có 10% các luồng được thực hiện giữa Paris và phần còn lại của vùng Île-de-France. Nếu giao thông giảm mạnh ở Paris, thì nó vẫn tiếp tục tăng tưởng ở vùng ngoại vi.

### Giao thông công cộng
Các phương tiện giao thông công cộng của vùng đô thị Paris cung cấp nhiều phương thức giao thông riêng biệt. Thành phố Paris và vùng ngoại ô gần có thể kết nối bởi métro, một hệ thống đường sắt có các trạm rất gần nhau. Ngoài giới hạn thành phố, vùng Île-de-France được bao phủ bởi các tuyến RER và Transilien, tạo thành một mạng lưới đường sắt mở rộng. Phần còn lại là mạng lưới rộng lớn của các tuyến xe buýt và một số tàu điện.
Các phương tiện công cộng vùng Île-de-France được khai thác bởi nhiều công ty tùy theo các tuyến và phương thức giao thông.
- RATP, công ty công, khai thác các loại hình giao thông bao gồm Paris và vùng ngoại ô gần (métro, xe buýt, tuyến RER A trong Paris, ở phần phía đông và trên nhánh Saint-Germain-en-Laye ở phần phía Tây cũng như tuyến RER B trong Paris và trong phần phía Nam).
- Công ty đường sắt quốc gia Pháp (SNCF), công ty công, khai thác các tàu ở ngoại ô của mạng lưới Transilien (tuyến H, J, K, L, N, P, R và U) cũng như toàn bộ tuyến RER C, D và E, phần phía Tây của tuyến RER A trên nhánh Poissy và Cergy-le-Haut cũng như trong phần phía Bắc của tuyến RER B.
- Hiệp hội Optile tập hợp gần một trăm công ty tư nhân khai thác các tuyến xe buýt thường xuyên, chủ yếu ở các vùng ngoại ô trung bình và lớn.

Những khai thác này được phối hợp bởi Liên hiệp vận tải vùng Île-de-France (tên gọi cũ là STIF), bảo đảm công bằng tài chính của các phương tiện công cộng vùng Île-de-France.

### Giao thông đường sắt cao tốc
| Nhà ga                    | Tổng số tàu | Tổng số tàu | Tổng số tàu     | Tổng số tàu | Tổng số hành khách | Tổng số hành khách | Tổng số hành khách | Tổng số hành khách |
| Nhà ga                    | Tổng cộng   | Transilien  | TER/ Intercités | TGV         | Tổng cộng          | Transilien         | TER/ Intercités    | TGV                |
| ------------------------- | ----------- | ----------- | --------------- | ----------- | ------------------ | ------------------ | ------------------ | ------------------ |
| Saint-Lazare              | 1.212       | 91%         | 9%              | 0%          | 359.200            | 87%                | 13%                | 0%                 |
| Paris-Nord                | 786         | 58%         | 24%             | 18%         | 247.000            | 49%                | 28%                | 23%                |
| Montparnasse              | 482         | 55%         | 14%             | 31%         | 149.000            | 45%                | 16%                | 39%                |
| Ga Lyon                   | 301         | 23%         | 8%              | 69%         | 124.000            | 27%                | 12%                | 61%                |
| Paris-Est                 | 364         | 58%         | 15%             | 27%         | 100.800            | 64%                | 8%                 | 28%                |
| Austerlitz                | 95          | 0%          | 100%            | 0%          | 26.400             | 0%                 | 100%               | 0%                 |
| Bercy                     | 59          | 0%          | 100%            | 0%          | 13.200             | 0%                 | 100%               | 0%                 |
| Sân bay Charles-de-Gaulle | 90          | 0%          | 0%              | 100%        | 8.700              | 0%                 | 0%                 | 100%               |
| Marne-la-Vallée – Chessy  | 88          | 0%          | 0%              | 100 %       | 5.100              | 0%                 | 0%                 | 100%               |
| Massy TGV                 | 79          | 0%          | 0%              | 100%        | 4.700              | 0%                 | 0%                 | 100%               |

Mỗi ngày làm việc có khoảng 1000 tàu cao tốc rời khỏi sáu nhà ga chính ở Paris. Chúng phục vụ hầu hết các thành phố của Pháp, cũng như nhiều thành phố Tây Âu khác, giao thông ngày càng tăng với việc mở các tuyến tàu cao tốc đến Anh, Bỉ và đặc biệt là Đức. Ga Lyon xếp hàng đầu, theo sau đó là ga Paris-Nord và ga Montparnasse.
Sự phát triển của TGV đã cho phép việc tạo ra các liên kết trực tiếp giữa các khu vực đô thị của vùng, nhưng đi qua mạng lưới khu vực Paris. Việc thực hiện LGV Interconnexion Est (tuyến tàu cao tốc kết nối phía Đông) năm 1994 cũng đã cho phép sự phát triển rõ ràng của các mối quan hệ giữa khu vực phía Bắc và khu vực phía Đông Nam hay phần lớn phía Tây, nhưng những liên kết này cũng có lợi cho khu vực bởi sự hiện diện của các nhà ga, cho phép đảm bảo việc khai thác tốt hơn các chuyến tàu và làm giảm tải trọng của các nhà ga lớn ở Paris, về cơ bản đang bị bão hòa.
Giao thông đường sắt cao tốc (khoảng 50 triệu hành khách năm 2004 ở tất cả các ga) đã phát triển đáng kể với các TGV xuất phát từ ga Lyon, ga Montparnasse, ga Paris-Nord và ga Paris-Est từ năm 2007. Ga Saint-Lazare là nhà ga hàng đầu cho số chuyến tàu khởi hành (ngoại ô hoặc cao tốc) trong khi ga Paris-Nord là nhà ga hàng đầu cho giao thông.

### Xe đạp
Trên tổng số 23 triệu lượt di chuyển cơ giới hàng ngày trong năm 2001, xe đạp chỉ chiếm một phần nhỏ khoảng 1,31% với 302.000 lượt di chuyển. Nếu phần này đang tăng mạnh ở Paris, nó vẫn ổn định hoặc thậm chí giảm ở các tỉnh khác trong khu vực.

### Mô tô hai bánh
Khảo sát vận tải toàn cầu (EGT) năm 2010 đếm được 570.000 lượt di chuyển được thực hiện mỗi ngày bằng mô tô hai bánh trong vùng Île-de-France, tương đương một phần khiêm tốn khoảng 1,38%, nhiều nhất ở Paris và ít hơn ở các khu vực khác. Sau khi giảm 65% giữa năm 1976 và 1991, các xe gắn máy được thay thế bằng xe hơi, việc sử dụng xe hai bánh tăng 56% trong giai đoạn 1991–2010. Tuy nhiên, sự tăng này đã đình trệ ngay sau đó, trong khi việc sử dụng nó vẫn gây ô nhiễm và nguy hiểm hơn các phương thức giao thông khác.

### Giao thông đường thủy
Vận chuyển hành khách bằng đường thủy vẫn còn yếu trong khu vực, nhưng có xu hướng tăng. Nếu du lịch đường thủy ở Paris được phát triển đặc biệt, thì du lịch đường thủy đang dần được hình thành trên các con sông khác của vùng Île-de-France, ví dụ ở vùng Oise, hoặc trên các kênh rạch. Một dịch vụ mới hoạt động thường xuyên trên sông Seine và sông Marne, Voguéo, dễ tiếp cận với những người có đăng ký thuê bao vận chuyển, đã được khánh thành năm 2008.

### Giao thông hàng không

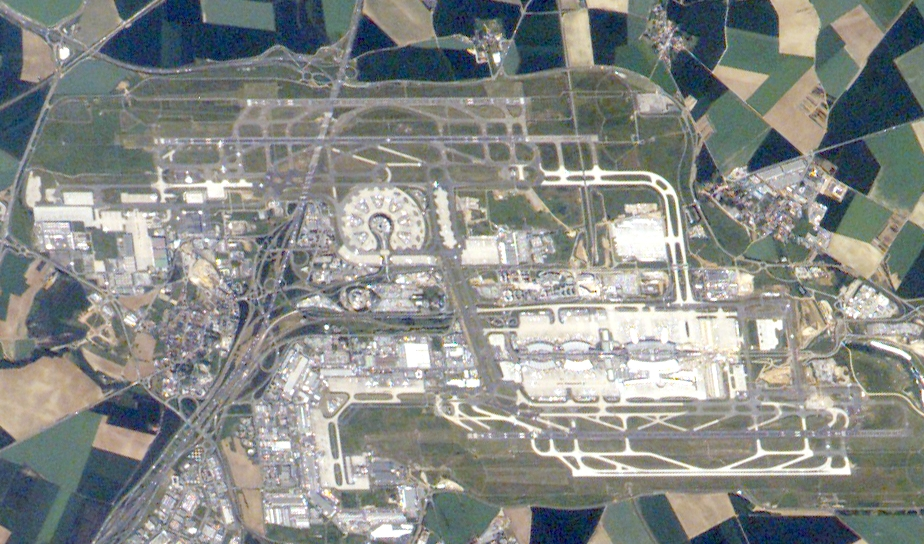
Nhìn từ trên không của khu phức hợp hàng không Paris-Charles-de-Gaulle.

Paris sở hữu ba cảng hàng không đã đón tiếp, năm 2013, hơn 90 triệu hành khách và 2,17 triệu tấn hàng hóa. Sân bay Paris – Le Bourget, sân bay đầu tiên trong lịch sử, gần trung tâm thàng phố nhất hiện đang được dành riêng cho các chuyến bay thương mại (chuyên chở hành khách với mục đích phi du lịch). Sân bay Paris – Orly, được hình thành sau Chiến tranh thế giới thứ hai, được dành riêng cho giao thông nội địa chia sẻ với TGV và phục vụ khu vực Nam Âu và Bắc Phi (28,3 triệu hành khách). Sân bay Paris-Charles-de-Gaulle (62 triệu hành khách), gần đây nhất (1974), hiện tiếp nhận hầu hết giao thông quốc tế và vận tải hàng hóa.
Sân bay Beauvais – Tillé (4 triệu hành khách năm 2013) ở xa hơn, được sử dụng bởi các hãng hàng không giá rẻ phục vụ Paris.
Sân bay Châlons – Vatry, chuyên về vận tải hàng không và cũng ở xa khu đô thị, vẫn là một sân bay tương đối phụ mặc dù tăng trưởng mạnh trong giao thông.

## Vận tải hàng hóa
Năm 2006, 296 triệu tấn hàng hóa đã quá cảnh ở Île-de-France, chiếm khoảng 12% tổng trọng tải vận chuyển đến Pháp, tăng 2% so với năm 2000. Bốn thể loại hàng hóa phổ biến chiếm 90% tổng số bao gồm: 101 triệu tấn vật liệu xây dựng chiếm 40% tổng số, tiếp theo là các sản phẩm công nghiệp và chuyển phát nhanh với 78 triệu tấn chiếm 31%, thực phẩm với 22 triệu tấn chiếm 9% và nông sản với 21 triệu tấn chiếm 8% tổng số.
Gần một nửa số hàng hóa được vận chuyển không rời khỏi khu vực, các khoảng cách ngắn hầu như được đảm bảo vận chuyển bằng đường bộ. Ngược lại, đường sắt được ưu tiên cho những khoảng cách dài hơn, đường thủy tập trung vào việc giao thương với vùng Normandie, chiếm gần một nửa trọng tải vận chuyển, đặc biệt là cảng Rouen và Havre, đảm bảo chủ yếu việc vận chuyển vật liệu xây dựng và, ở một mức độ thấp hơn nhiều, nhiên liệu. Tỷ trọng vận chuyển hàng không lên đến 2,2 triệu tấn, trong đó 88% được cung cấp bởi hai sân bay chính của Paris. Hầu hết hàng hóa được giao thương với Hoa Kỳ và Đông Nam Á.

### Vận tải đường bộ
Vận tải hàng hóa đường bộ chủ yếu chiếm lĩnh trong khu vực, với hơn 200 triệu tấn được vận chuyển bằng đường bộ năm 2008. Vận tải đường sắt hoặc đường thủy chỉ đảm bảo mỗi thứ từ mười đến mười lăm triệu tấn mỗi năm. Tỷ trọng vận tải đường bộ đạt 89,9%, so với 5,4% đối với đường thủy và 4,8% đối với đường sắt.

### Vận tải đường sắt

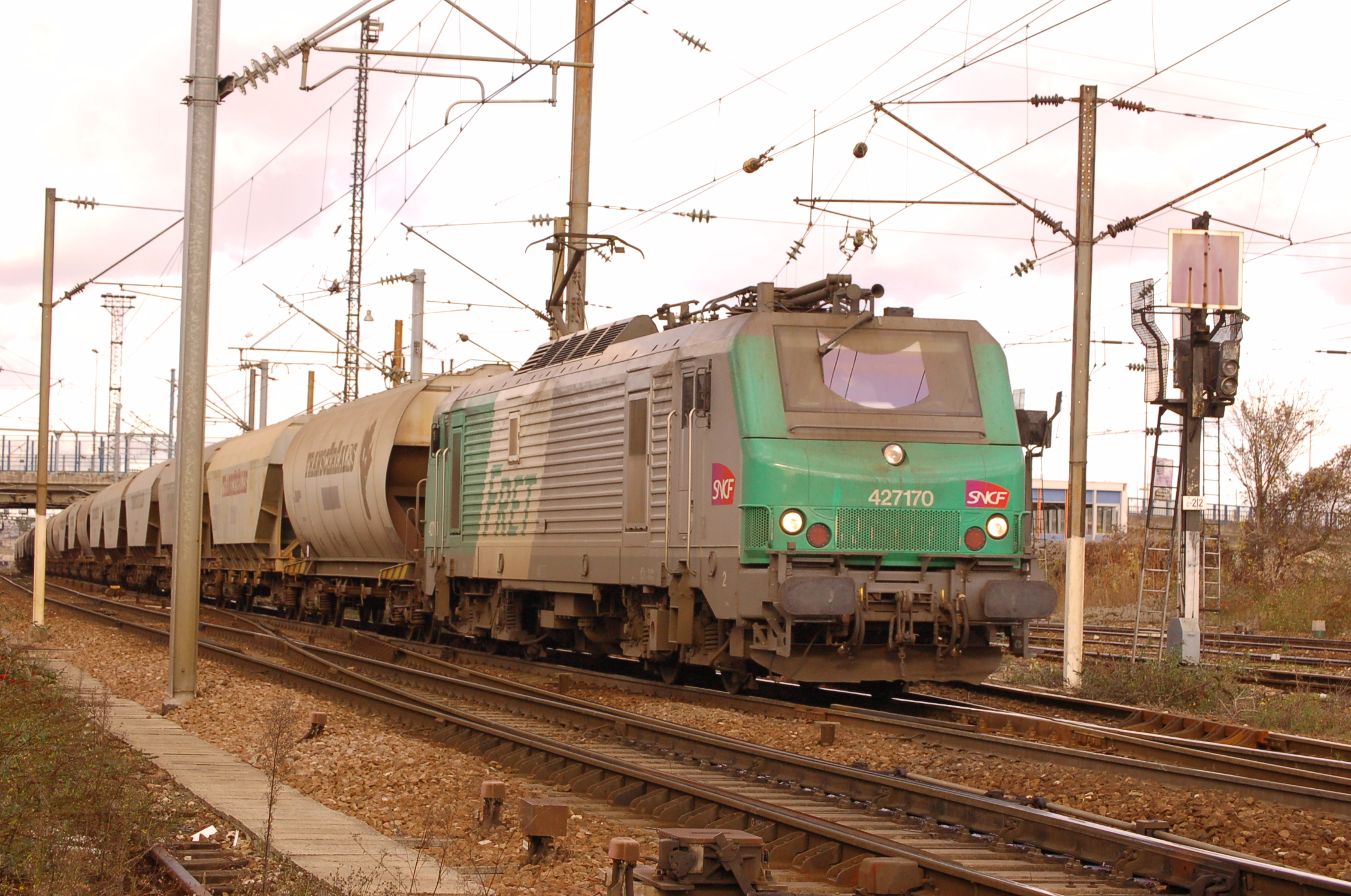
Một chiếc BB 27000 đang kéo một đoàn tàu chở ngũ cốc tại Bobigny, điểm thường xuyên nhất của tuyến đường sắt vành đai lớn Paris.

Trong thập niên 1990, người ta đếm được mỗi ngày hơn 500 toa tàu chở hàng trên các tuyến đường sắt trong khu vực, vận chuyển gần 240.000 tấn hàng hóa. Nếu kích thước của khu đô thị có thể giải thích cho khối lượng hàng hóa tìm thấy, thì trên hết các ngã tư trong khu vực giải thích cho tầm quan trọng của các luồng hàng, chủ yếu là quá cảnh. Do đó, việc lưu thông được tạo ra bởi chính khu vực này có thể ước tính trung bình 50.000 tấn mỗi ngày, 90.000 tấn cho các luồng hàng liên vùng.
Các luồng chính kết nối khu vực phía Bắc với phía Đông Nam, nơi các sản phẩm của ngành công nghiệp luyện kim chiếm ưu thế, và khu vực phía Đông với phía Tây liên kết Lorraine và Alsace ở hạ lưu sông Seine và ở vùng Bretagne. Các luồng khác ít quan trọng hơn tồn tại, đôi khi trực giao, mà sự hiện diện của chúng ở vùng Île-de-France được giải thích một phần bởi sự nghèo nàn của các tuyến đường sắt giao nhau, thường được trang bị kém.
Nếu các trục hướng tâm Paris – Lille, Paris – Bruxelles, Paris – Bordeaux và Paris – Le Havre hoạt động bận rộn nhất, thì tuyến đường sắt vành đai lớn Paris, đặc biệt là phía Đông Paris, giữ kỷ lục quốc gia về lưu thông hàng hóa.
Vận tải hàng hóa bằng đường sắt vẫn tương đối ổn định. Tỷ trọng hàng hoá nhập khẩu vào khu vực trung bình gấp hai lần hàng hóa xuất khẩu, điều này giải thích bởi nhu cầu của một khu vực dân số đông và sự vắng mặt ảo của việc xuất khẩu nguyên liệu hoặc các sản phẩm năng lượng; tỷ trọng giao thông nội địa vẫn rất thấp.
Vận tải kết hợp, sau khi tăng đến năm 2001, hiện đang giảm. Nó vượt quá ba triệu tấn năm 2008.

### Vận tải đường thủy

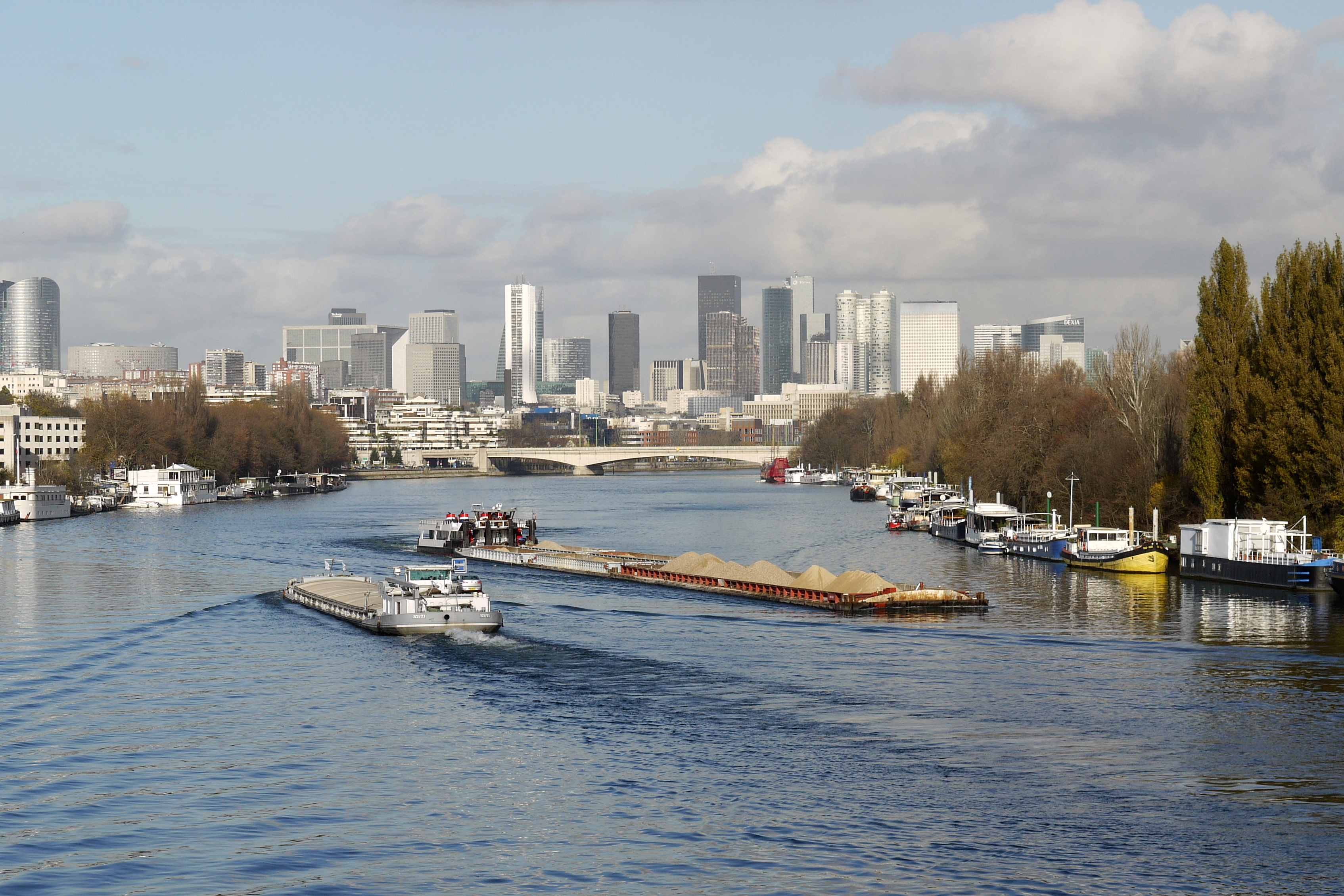
Hai xà lan băng qua nhau trên sông Seine tại khu vực rừng Boulogne.

Paris là cảng đường thủy đầu tiên của Pháp với sự lưu thông của 21 triệu tấn hàng năm 2005. Các cơ sở của cảng được bố trí so le dọc theo sông Seine và các kênh của thành phố Paris: kênh Saint-Denis và kênh Ourcq.
Các cảng quan trọng nhất là cảng Gennevilliers và cảng Bonneuil-sur-Marne. Hoạt động này được quản lý bởi Cảng vụ Paris. Giao thông chủ yếu được tạo thành từ vận tải vật liệu xây dựng (cát, đá sỏi, đất) (15,8 ngàn tấn), tiếp theo đó là nông sản (1,7 ngàn tấn), nhiên liệu (0,9 ngàn tấn) và côngtenơ (0,8 ngàn tấn).
Sự lưu thông hàng hóa bằng đường thủy ở cảng Gennevilliers vẫn tương đối ổn định, tỷ trọng hàng hoá nhập khẩu vào khu vực trung bình gấp ba lần hàng hóa xuất khẩu. Việc vận tải bằng côngtenơ đang tăng nhanh và liên tục: nó đã gấp bốn lần giữa năm 2000 và năm 2007.

### Vận tải hàng không
Vận tải hàng hóa bằng đường hàng không đang tăng liên tục: nó đã gấp đôi giữa năm 1998 và năm 2008.